# Cath Bishop
Catherine "Cath" Bishop, född den 22 november 1971 i Southend-on-Sea i Storbritannien, är en brittisk roddare.
Hon tog OS-silver i tvåa utan styrman i samband med de olympiska roddtävlingarna 2004 i Aten.